# Cristallina
Cristallina är ett berg i Schweiz.   Det ligger i distriktet Vallemaggia och kantonen Ticino, i den sydöstra delen av landet, 100 km sydost om huvudstaden Bern. Toppen på Cristallina är 2 911 meter över havet, eller 345 meter över den omgivande terrängen. Bredden vid basen är 2,3 km.
Terrängen runt Cristallina är huvudsakligen bergig, men den allra närmaste omgivningen är kuperad. Runt Cristallina är det mycket glesbefolkat, med 3 invånare per kvadratkilometer.. Närmaste större samhälle är Cevio, 17,3 km söder om Cristallina. 
Trakten runt Cristallina består i huvudsak av gräsmarker.